# Ian Dury
Ian Robins Dury (12. květen 1942, Londýn – 27. březen 2000 Londýn) byl anglický rock and rollový zpěvák, herec a výtvarník. Byl zakladatelem a zpěvákem skupiny Kilburn and the High Roads, známý se stal ale hlavně jako zakladatel rockové skupiny Ian Dury & the Blockheads Jeho syn Baxter Dury je také hudebník.

## Život
Ian Dury se narodil v severozápadním Londýně v domově rodičů na 43 Weald Rise, ačkoli sám často říkal, že se narodil v Upminster v Haveringu. Jeho otec, William George Dury (1905–1968), byl řidič autobusu a bývalý boxer, zatímco jeho matka Margaret (1910–1995) byla pečovatelkou původem z Irska.

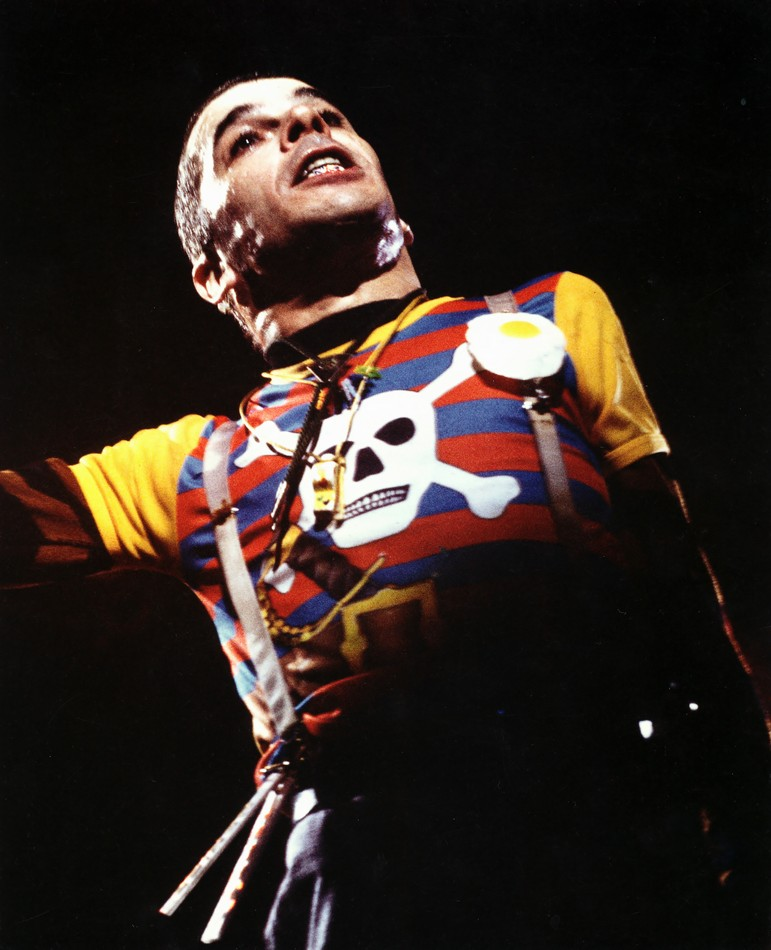
Ian Dury na koncertě v roce 1978

Ian se v mládí zajímal o auta, především o Rolls-Royce. Po druhé světové válce se s rodinou přestěhoval do Švýcarska, kde jeho otec získal práci jako šofér milionáře.
V roce 1946 se Margaret rozhodla se svým synem vrátit do Anglie, kde se nastěhovali k Ianově tetě Marii, která žila v malé vesničce v Essexu. Jeho otec jej občas navštěvoval, avšak už spolu nikdy dobře nevycházeli.
V 16 letech opustil školu, aby mohl studovat na Walthamstow College of Art. Tuto školu také úspěšně dokončil. Od roku 1964 studoval umění na Royal College of Art a od roku 1967 působil jako profesor umění na různých vysokých školách na jihu Anglie. Maloval také ilustrace pro prestižní noviny The Sunday Times.
Ian Dury se roku 1967 oženil s Elizabeth "Betty" Rathmellovou (1942) a později s ní měl dvě děti. Ian se ale s Elizabeth o několik let později, roku 1985, rozvedl. V té době se přestěhoval do rodného Londýna.
Ian Dury zemřel na rakovinu dne 27. března 2000, ve věku 57 let.

## Kariéra

### Kilburn and the High Roads
Ian Dury založil v roce 1971 svoji první kapelu, zvanou Kilburn and the High Roads. První koncert s touto kapelou měl na škole umění v Croydon v prosince toho roku. V této skupině byl Dury hlavní zpěvák a textař. V roce 1974 podepsala jeho skupina smlouvu s vydavatelem Dawn Records.
Skupina vytvořila celkem dvě alba.

### Blockheads (později Ian Dury & the Blockheads)
Pod vedením Andrewa Kinga a Petera Jennera, původních manažerů Pink Floyd, získala hudební skupina Blackheads velkou oblibu. I zde byl Dury textař, typickými prvky jeho textů byly slovní hříčky nebo "sexuální humor". Původním názvem skupiny bylo pouze Blackheads, ale v roce 1977 se přejmenovala na Ian Dury & the Blockheads.
Nejznámějším singlem této skupiny se stala píseň Sex & Drugs & Rock & Roll (Sex, drogy a rock and roll), kterou vydali 26. srpna 1977. Dalším známým singlem bylo i Hit Me with Your Rhythm Stick.